# Mrożynka
Mrożynka (niem. Vogtsbach) – potok w południowo-zachodniej Polsce, w woj. dolnośląskim, w Górach Izerskich, w prawym dorzeczu Kwisy. Długość ok. 11 km, źródła na wysokości ok. 810 m n.p.m., ujście – ok. 340 m n.p.m.

## Opis
Wypływa z północnych zboczy Kamienickiego Grzbietu Gór Izerskich, z północnych zboczy Kowalówki. Początkowo płynie stromą, głęboko wciętą doliną pomiędzy Tłoczyną a Dłużcem ku północnemu wschodowi. Dolina ta nosi nazwę Ciemny Wądół. Pod Hucianką zakręca na północny wschód i ponownie na północny zachód, po czym wypływa na Pogórze Izerskie. Odtąd płynie spokojnie w tym samym kierunku przez południową część Kotliny Mirskiej.
Uchodzi do Długiego Potoku, choć niektóre źródła podają, że do Kwisy.

## Dopływy
Większe dopływy, to:
- Skórzyna (lewy)
- Przecznicki Potok (lewy)
- Czarnotka (lewy)
- Skitnica (prawy)
- Raczyna (prawy)